# Fachmedien
Der Begriff Fachmedien bezeichnet als Oberbegriff Medien, die der Kommunikation von beruflichem Wissen dienen. Fachmedien sind z. B. Fachzeitschriften, Fachbücher, Loseblattwerke, CD-ROMs, Online-Dienste, Seminare.

## Definition
Die Deutsche Fachpresse definiert Fachmedien wie folgt:
„Fachmedien dienen der beruflichen Information und der Fortbildung eindeutig definierbarer, nach fachlichen Kriterien abgegrenzter B2B-Zielgruppen. Sie bieten darüber hinaus die Plattform für die Generierung qualifizierter Geschäftskontakte. Zu den Fachmedien zählen gedruckte und elektronische  Angebote sowie Dienstleistungen“ (Deutsche Fachpresse, Jahrbuch der Fachinformation 2006).
Nutzer von Fachmedien kommen aus den unterschiedlichsten Segmenten, wie z. B. Recht, Wirtschaft, Steuern, Industrie/Technik, Medizin/Pharma, Handwerk/Agrar.
Trotz der elektronischen Entwicklung in jüngster Vergangenheit ist die Fachzeitschrift weiterhin das umsatzstärkste Format der Fachinformationsanbieter mit knapp 60 % Umsatzanteil an den Fachmedienerlösen insgesamt. Stark gewachsen sind in den letzten Jahren die Erlöse aus elektronischen Medien, die in 2010 auf einen Umsatzanteil von 13,1 % kamen. Die Zahl der Fachzeitschriftentitel ist seit 2008 rückläufig (Statistik der Deutschen Fachpresse, Jahr 2010).
Mit dem Institut für Industriekommunikation und Fachmedien an der RWTH Aachen hat sich ein Institut gegründet, das das Objekt „Fachmedien“ wissenschaftlich erforscht.
Die Arbeit mit den Fachmedien und deren Vermarktung beim Endkunden wird in der Literatur und im Bereich des Fachjournalismus als Fachpressearbeit bezeichnet. Es geht dabei um fachlich spezialisiertes PR- und Kommunikationsmanagement.